# Stormlord (hudební skupina)
Stormlord (v překladu z angličtiny pán bouře) je italská sympho-blackmetalová kapela s prvky power metalu založená v září roku 1991 zpěvákem a baskytaristou Cristianem Borchim ve městě Řím v regionu Lazio. V počátku kariéry hrála death metal. Její tvorba čerpá mj. z řecké a římské mytologie.
Debutové studiové album s názvem Supreme Art of War vyšlo roku 1999. Kapela vydala k červenci 2022 celkem 6 dlouhohrajících desek.

## Diskografie
Dema
- Demo 1992 (1992)
- Black Knight (1993)
- Cataclysm (1995)
- Promo 1997 (1997)

Studiová alba
- Supreme Art of War (1999)
- At the Gates of Utopia (2001)
- The Gorgon Cult (2004)
- Mare Nostrum (2008)
- Hesperia (2013)
- Far (2019)

EP
- Under the Sign of the Sword (1997)
- The Curse of Medusa (2001)

Singly
- Where My Spirit Forever Shall Be (1998)[2]

Kompilační alba
- The Legacy of Medusa: 17 Years of Extreme Epic Metal (2008)

## Videografie
Videa
- The Battle of Quebec City: Live in Canada (2007) – DVD